# Diagrama de colaboração
Um Diagrama de comunicação (era conhecido como Diagrama de Colaboração até a versão 1.5 da UML) é definido pelo UML (Unified Modeling Language). O Diagrama de Colaboração exibe uma interação, consistindo de um conjunto de objetos e seus relacionamentos, incluindo as mensagens que podem ser trocadas entre eles. O diagrama de sequência e de colaboração são isomórficos.
O diagrama de colaboração mostra, de maneira semelhante ao diagrama de seqüência, a colaboração dinâmica entre os objetos. Se a ênfase do diagrama for o decorrer do tempo, é melhor escolher o diagrama de seqüência, mas se a ênfase for o contexto do sistema, é melhor dar prioridade ao diagrama de colaboração. O diagrama de colaboração é desenhado como um diagrama de objeto, onde os diversos objetos são mostrados juntamente com seus relacionamentos.
O Diagrama de Comunicação dá ênfase à ordenação estrutural em que as mensagens são trocadas entre os objetos de um sistema.

## Conceitos
- Objeto: Instância da classe.
- Vínculo: Ligações entre os objetos.
- Mensagem: Mensagem a um método.

## Restrições
- New: um objeto ou um vínculo é criado durante uma interação.
- Destroyed: um objeto ou um vínculo é destruído durante uma interação.
- Transient: um objeto ou um vínculo é criado, destruído e recriado em uma mesma interação.